# توکان (صورت فلکی)

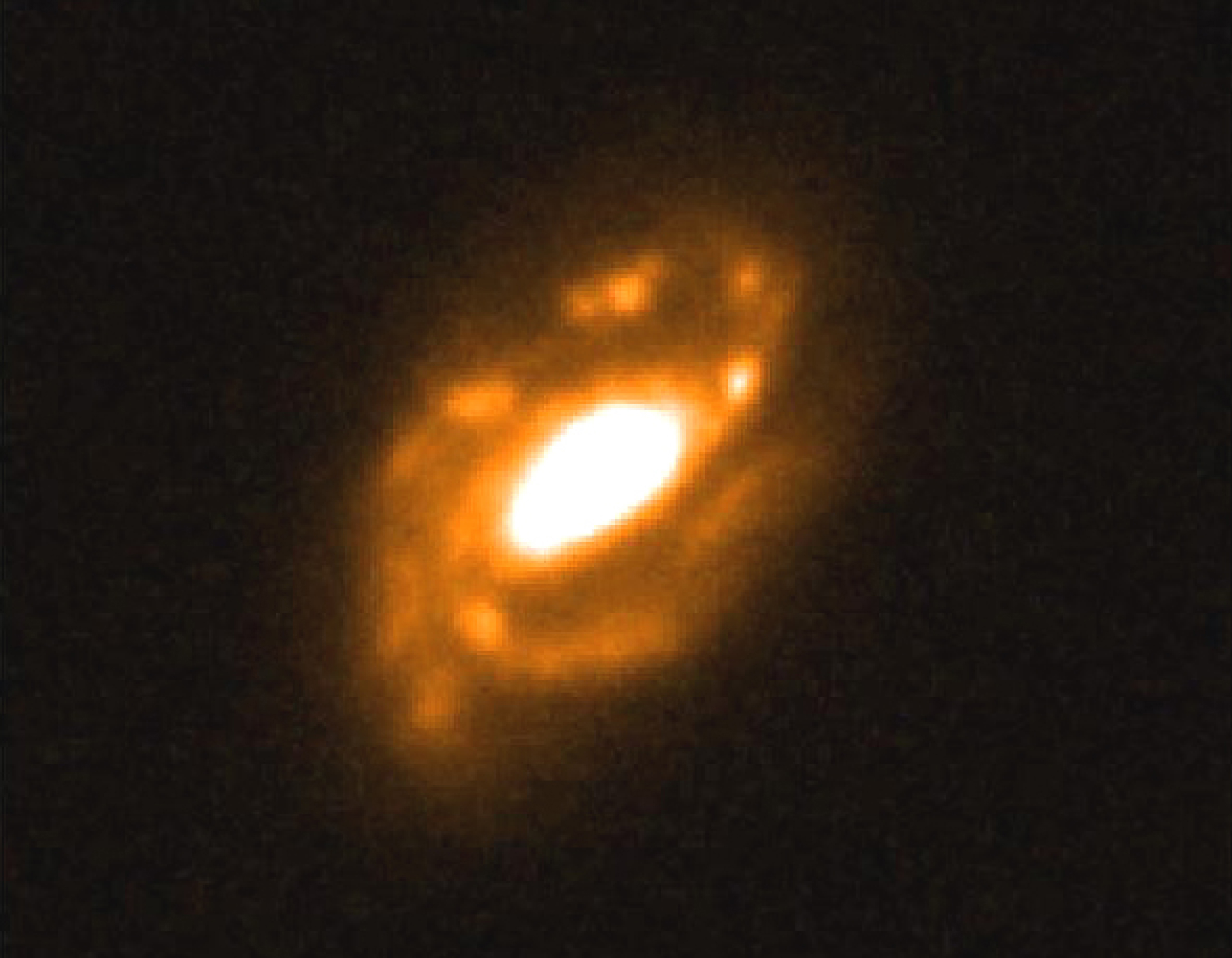
Tucana

توکان(به انگلیسی: Tucana) یک صورت فلکی در آسمان جنوبی است که دو جرم بارز ژرفنایی، یعنی اَبر کوچک ماژلان و خوشهٔ ۴۷ـ توکان، در آن قرار دارند.
این صورت فلکی توسط پیتر دریکسزون کیسر و فردریک دهاتمن بین سالهای ۱۵۹۵ تا ۱۵۹۷ تشکیل شد.

## ویژگی‌ها
بتا توکان یک گروه از شش ستاره است که مهم‌ترین آن بتا توکان A و بتا توکان C است که ۲۷ دقیقه قوسی از هم فاصله دارند و قدر آن‌ها بین ۴ تا ۵ است.

## اجرام عمقی آسمان
- NGC ۱۰۴:خوشه ستاره‌ای کروی
- کهکشان کوتوله توکان که در سال ۱۹۹۰ کشف شد.